# Protoromanzo
Protoromanzo è un termine alternativo, preferito da alcuni studiosi di linguistica romanza, a quello di latino volgare, un'espressione coniata verso il 1866-1868 dal linguista tedesco Hugo Schuchardt e che ricalcava l'espressione antica sermo vulgaris, che distingueva lo stile colloquiale da quello più aulico o urbanus.
Altri studiosi definiscono il protoromanzo come la lingua intermedia sviluppatasi nei paesi che avevano precedentemente parlato latino, tra l'800 ed il 1001.

## Storia
Dopo la fine della Pars Occıdentıs dell'Impero Romano tra il 476, anno di deposizione dell'imperatore d'Occidente Romolo Augusto (usurpatore), e il 480, morte dell'ultimo imperatore legittimo d'Occidente Giulio Nepote, 
seguì un crollo nei commerci, negli scambi culturali 
e mancò quindi una fonte comune che mantenesse uniforme il latino volgare parlato in tutto l'Impero. Vennero così a crearsi diversi bacini culturali non comunicanti tra loro.
Nelle zone dove prima della conquista romana erano parlate le lingue celtiche, ovvero le lingue di sostrato, con le invasioni di nuovi popoli si aggiunsero le nuove lingue parlate dai barbari, le cosiddette lingue di superstrato.
In Europa, intorno all'anno 1000 già si distinguono nuove lingue, sempre più distanti dal latino volgare. In Francia, ad esempio, se ne distinguono due, una si diffonde a nord, la Lingua d'oïl, l'altra a sud, la lingua d'oc; nella penisola iberica il catalano, il castigliano, il gallego, ecc.
In Italia invece vediamo tre principali lingue oggi dominanti, quella toscana, quella pugliese (nella sua antica accezione molto 
più generale) e quella siciliana (anch'essa nella sua accezione più generale).

## Conseguenze
Da queste lingue, con vari sviluppi e supremazia di una lingua su un'altra come ad esempio la lingua d'oïl su quella d'oc oppure quella fiorentina su quella sicula, si avranno le moderne lingue romanze standard.

## Ipotesi di Walter Berschin
I linguisti Walter Berschin (1987) e Roger Wright individuano il Protoromanzo come quel crogiolo di lingue volgari, tutte derivanti dal latino volgare, ma già molto diversificate in senso diatopico dal III secolo d.C. fino al VII secolo d.C., quando dà luogo alle varie parlate romanze.